# Station Verneuil-sur-Vienne
Station Verneuil-sur-Vienne is een spoorwegstation in de Franse gemeente Verneuil-sur-Vienne.